# Камышница
Камы́шница, а также камышовая, водяная, или болотная курочка, изредка лы́ска (лат. Gallinula chloropus) — небольшая, размером с голубя, водоплавающая птица из семейства пастушковых, широко распространённая на всех материках, за исключением Австралии и Антарктиды. Типичный обитатель разнообразных водоёмов со стоячей или проточной водой и заболоченными, заросшими берегами. Обычно ведёт скрытный образ жизни — несмотря на большую распространённость, эту птицу бывает трудно увидеть в дикой природе. Тем не менее, в густонаселённых районах Европы птицы часто привыкают к присутствию человека. Научное название птицы можно перевести с латинского как «зеленоногая курочка», что указывает на некоторое внешнее сходство с домашними курами.

## Описание

### Внешний вид
Небольшая птица длиной 27—31 см, размахом крыльев 50—55 см и весом 192—493 граммов. Оперение буровато-чёрное или грифельно-серое с синим оттенком на шее, узкими белыми полосками по бокам и белым с чёрной полосой подхвостьем. В зимнее время голова и спина приобретают слегка заметный оливково-бурый оттенок, а брюхо выглядит более светлым. Первостепенные маховые перья крыльев тёмно-серые. После окончания линьки кончики перья на грудке и передней части брюшка имеют белые окончания, из-за чего оперение в этой части тела выглядит несколько рябым. Линька у взрослых птиц происходит дважды в год: зимняя начинается во время зимовки в январе — феврале и заканчивается в апреле — мае; послегнездовая приходится на июль — октябрь.
Клюв относительно короткий, треугольной формы, ярко-красный в основании и жёлтый либо зеленоватый на конце. На лбу имеется пятно ярко-красной кожи, которое выглядит как бы продолжением клюва. Радужная оболочка в брачный период тёмно-красная, в остальное время красно-бурая. Ноги хорошо адаптированы для передвижения по топким берегам — длинные и сильные, с удлинёнными пальцами и слегка изогнутыми когтями; зеленовато-жёлтого цвета с красным кольцом на голени. Характерные для других водоплавающих птиц перепонки между пальцами почти полностью отсутствуют. Самцы и самки внешне друг от друга отличаются незначительно — самцы выглядят несколько крупнее, а у самок брюшная часть более светлая.
Молодые птицы выглядят несколько иначе — их оперение светло-бурое с сероватым подбородком, горлом и грудью. Они имеют такое же белое подхвостье и белые полоски по бокам, однако красное кожистое пятно на лбу отсутствует, а клюв серый с жёлтым окончанием. У молодых птиц полное формирование гнездового наряда заканчивается к середине августа — началу сентября в первый год жизни.

### Голос

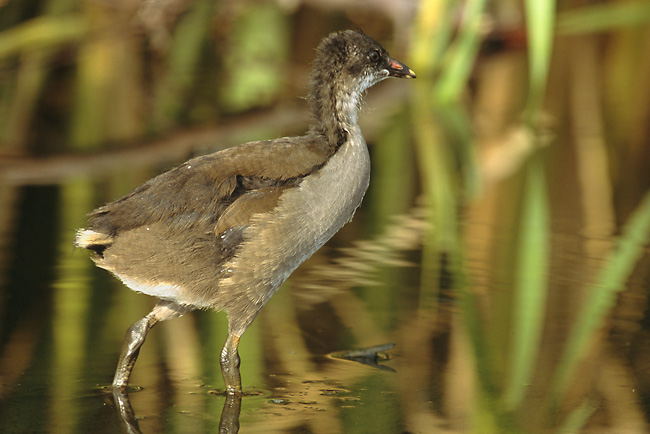
Молодая камышница

Камышница — обычно молчаливая птица, однако способна издавать ряд громких и резких звуков. Среди них можно выделить низкочастотный стрекочущий крик, несколько напоминающий щебет сороки — нечто вроде «кик-ик-ик» или «крррук». Другой звук односложный, но такой же громкий и резкий — «киик» или «киррк». Настороженная птица издаёт более тихое «курр». Во время полёта либо весной в ночное время камышницы кудахчут в быстром темпе: «крек-крек-крек».

### Движения
Птица взлетает без разбега; летит быстро и по прямой линии, делая частые глубокие взмахи крыльями. В полёте шею вытягивает вперёд и слегка вверх, в то время как ноги далеко назад. Приземляется почти вертикально, часто прямо на ветки зарослей кустарника. Проворно передвигается среди густых ветвей, нередко забираясь в самую чащу. В отличие от близких им лысух, камышницы менее тесно связаны с водой и большую часть времени проводят на суше, среди прибрежных зарослей. По земле передвигается быстро и проворно, слегка наклонившись вперёд и как бы на полусогнутых ногах. Птицу также иногда можно увидеть неподвижно стоящей у самой кромки воды. Несмотря на отсутствие характерных водоплавающих перепонок, плавает камышница очень хорошо: неторопливо скользит среди ряски или других водных растений, часто меняет направление движения и иногда круто разворачивается на месте. На воде постоянно подёргивает головой и сравнительно длинным приподнятым хвостом, что также является характерной чертой и других видов рода камышниц, а также лысух. Ныряет неохотно, в основном в случае возникновения опасности; под водой удерживается, цепляясь лапами за донные растения. В поисках корма часто погружает под воду голову.

## Распространение

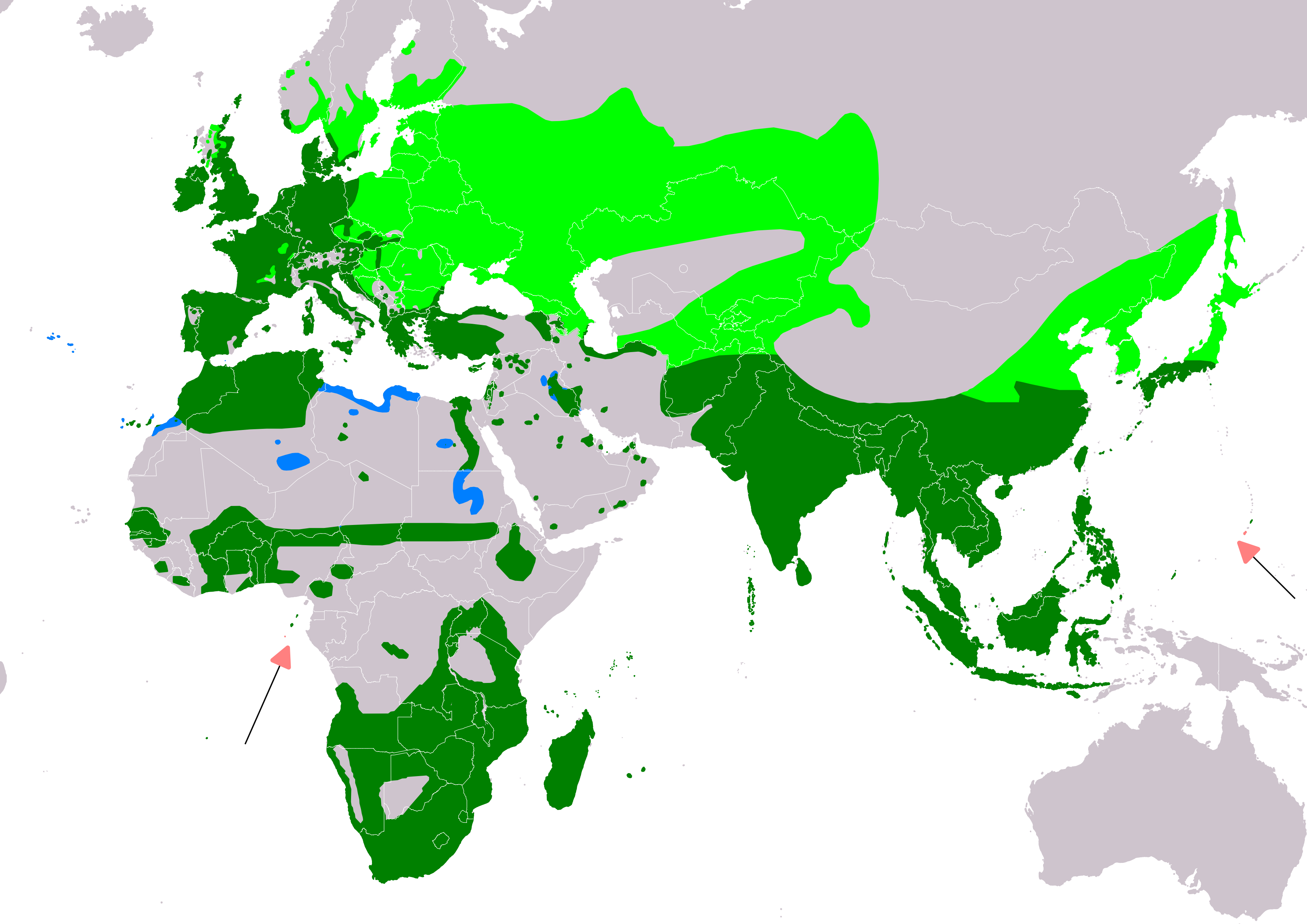
Распространение камышницы
Только гнездится
Круглогодично
Районы миграции
Вероятно исчез

Камышницы широко распространены как в Старом, так и Новом Свете.

### Ареал
В Европе они гнездятся почти повсеместно, за исключением высокогорных районов Альп, Скандинавского полуострова севернее 66° северной широты и севера России. В Российской Федерации северная граница ареала проходит примерно вдоль 60° северной широты — через Карельский перешеек, Новгородскую, Вологодскую области севернее Рыбинского водохранилища, Татарстан, Башкортостан, Омскую область и Алтайский край. Птица также встречается на Дальнем Востоке в Приморском крае, а также на Сахалине и южных Курильских островах. В Азии птица также распространена в Индии и на юго-востоке вплоть до Филиппин, однако отсутствует в степных и засушливых регионах Средней и Центральной Азии, а также в Западной Сибири. В Африке птицу можно встретить лишь на юге континента, Мадагаскаре и на западе в районе Конго и Алжира. В Северной Америке птица гнездится на юге и востоке США (Калифорния, Аризона, Нью-Мексико и штаты восточнее Техаса, Канзаса, Небраски и Миннесоты), а также в Мексике. Камышницы также широко распространены в Центральной Америке, островах Карибского моря и в Южной Америке от Бразилии до Аргентины и Перу.

### Места обитания
Места обитания связаны с природными или искусственными пресноводными (редко солоноватыми) водоёмами с берегами, заросшими камышом, тростником, осокой либо другими водными или околоводными растениями. Водоём может быть как крупный по размеру, так и небольшой, а вода в нём как проточная, так и стоячая. Предпочтение отдаёт заболоченным берегам с ряской на воде и зарослям кустарника (например, ивы) на суше. Как правило, ведёт себя скрытно — днём держится в прибрежных зарослях, и лишь в сумерки выплывает на открытую воду. В Европе, как правило, предпочитает низинные ландшафты — например, в Германии не встречается на высоте выше 600 м, а в Швейцарии выше 800 м над уровнем моря. Однако в целом верхний порог обитания сильно варьирует в зависимости от региона — например, в Закавказье птица встречается на высоте до 1800 м, а в Непале до 4575 м над уровнем моря.

### Миграция

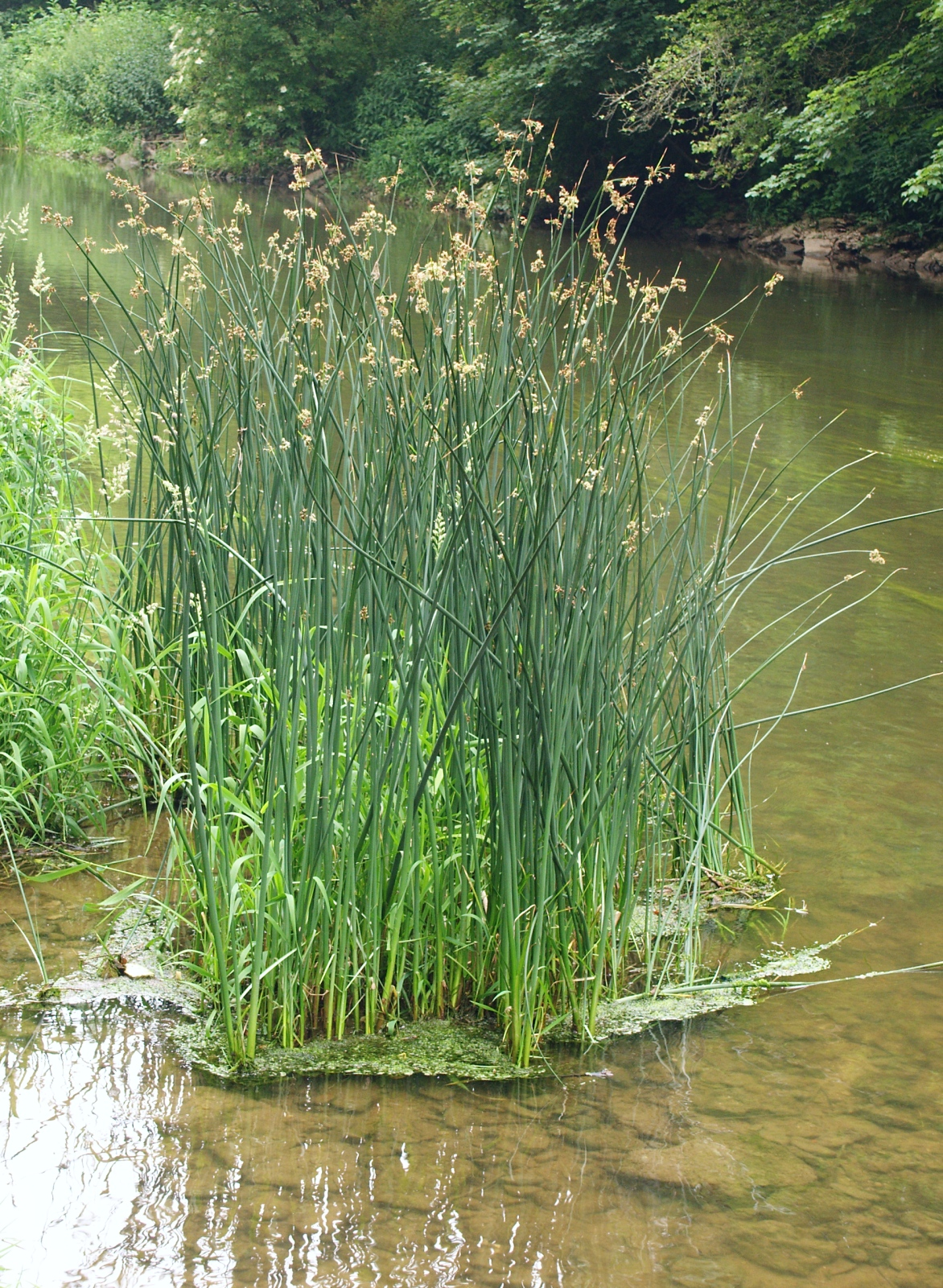
Типичное место обитания камышницы — заросли камыша озёрного

На большей части ареала камышницы ведут оседлый образ жизни, и только на севере являются частично либо полностью перелётными. В ряде случаев характер сезонных перемещений этих птиц изучен недостаточно. Известно, что в Европе склонность к миграции возрастает с юго-запада на северо-восток: в государствах бывшего СССР и в Финляндии практически все птицы мигрируют, в Скандинавии, Польше и на севере Германии остаётся зимовать небольшой процент, а в Западной Европе птицы в основном живут оседло. Перелётные птицы Северной Европы зимой перемещаются на запад или юго-запад, достигая Британских островов, Пиренейского полуострова, Италии, Балкан и Северной Африки. У популяций Центральной и Восточной Европы миграция происходит по направлению с севера на юг либо с северо-запада на юго-восток. Птицы Западной Сибири вероятнее всего перемещаются на побережье Каспийского моря, юг Средней Азии, в Ирак, Иран, Афганистан и страны Ближнего Востока. В Восточной Сибири и на Дальнем Востоке птицы в зимнее время, возможно, мигрируют в Китай и Юго-Восточную Азию. Отдельные очаги зимовок камышниц обнаружены в Африке к югу от Сахары, в Сенегале, Гамбии, Мали, на севере Нигерии и Судана, на юге Чада; однако места гнездовий этих птиц не изучены.
На территории Америки камышницы мигрируют к северу от побережья Мексиканского залива и Флориды.
В случае миграции к местам гнездовий прилетают тогда, когда вода полностью освобождается ото льда — в апреле или начале мая. Осенний отлёт начинается в начале августа. Во время весеннего перелёта птицы в подавляющем случае держатся парами (очень редко летят одиночно), летят на большой высоте и в ночное время. Осенняя миграция происходит на более низких высотах, вначале парами или одиночно, а в конце небольшими стайками до 10 птиц.

## Размножение

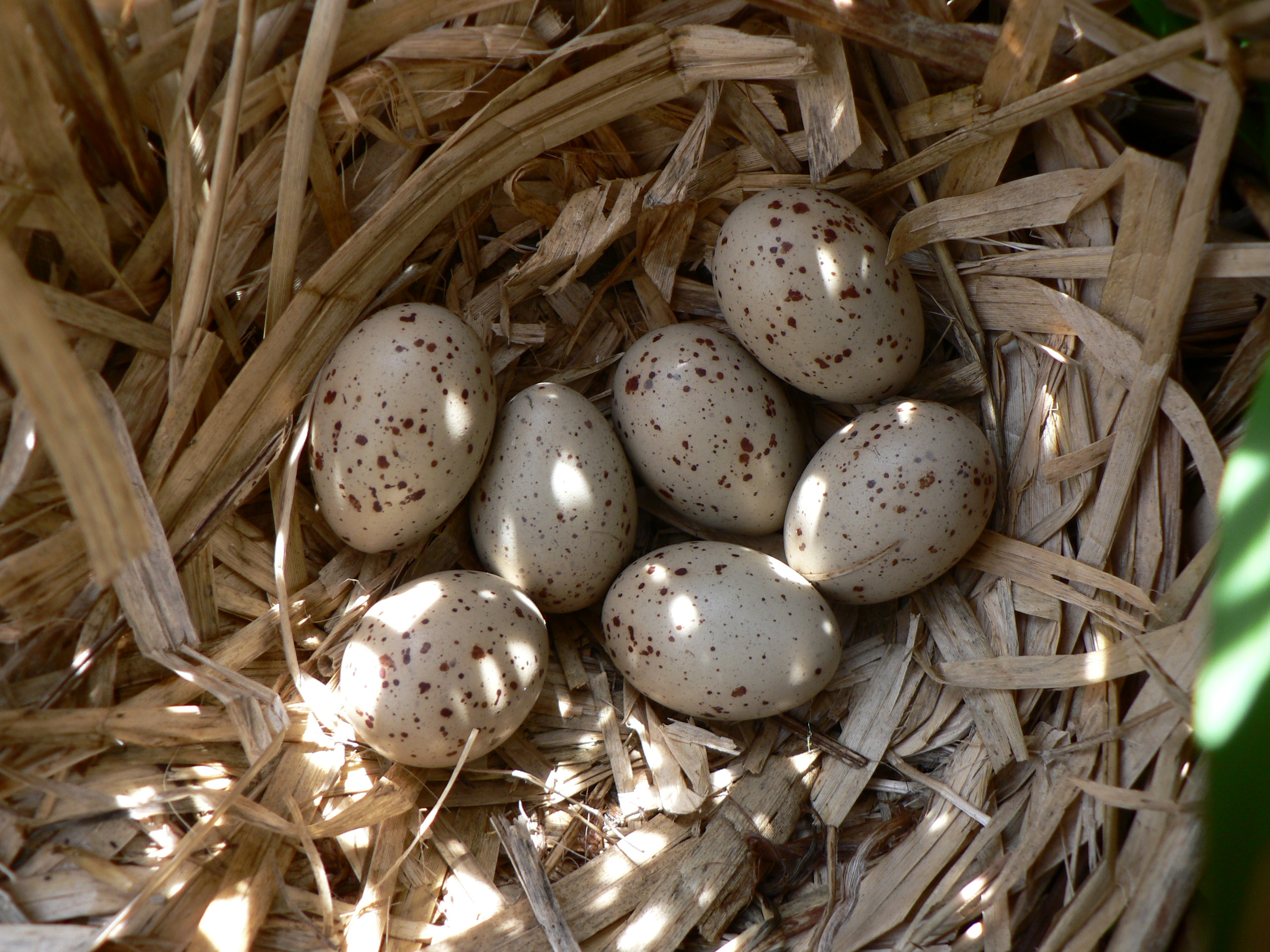
Кладка яиц

Камышницы моногамны, то есть на одного самца приходится одна самка; пары сохраняются в течение нескольких лет подряд. Сезон размножения различается у оседлых и перелётных популяций — при постоянном проживании на одной территории он может происходить круглогодично, тогда как при миграции только в тёплое время года. В случае миграции птицы к местам гнездовий прилетают довольно поздно, когда лёд уже полностью растаял, а также уже сложившимися парами, которые, по-видимому, образуются ещё в местах зимовок. Процесс образования пары заметно отличается от других птиц — во время брачного периода не самцы добиваются расположения самки, а наоборот — самки соревнуются между собой за право обладания самцом. Для гнездовья выбирается заросший водоём, иногда очень небольшого размера — лесное озеро, болотце или тихая речка. При этом пара избегает соседства с другими птицами того же или другого вида — в случае непрошеного гостя камышницы агрессивно защищают свою гнездовую территорию, демонстрируя угрожающую позу или изредка даже вступая в драку. На небольшом водоёме, как правило, гнездится только одна пара, а на крупном их может быть несколько. Расстояние между соседними гнёздами может значительно различаться в зависимости от района обитания, однако не бывает менее 25 м, а собственно гнездовая территория составляет не менее 8 м в диаметре.
Гнездо чаще всего устраивается на небольшом возвышении посреди водоёма либо на его краю — на торчащей из воды кочке, среди ветвей затопленного дерева, в зарослях камыша, рогоза или тростника, в кустах у самой воды. Если на берегу имеется густая растительность, то гнездо может быть расположено и на земле. Реже гнездо может быть устроено над землёй на ветвях кустарника или деревьев, в старых сорочьих гнёздах или даже на крыше домов в населённых пунктах. Если гнездо расположено посреди воды, то глубина водоёма в этом месте не превышает 1 м, но обычно менее 60 см. В качестве строительного материала для гнезда всегда используется однородный материал — сухие стебли и листья растущих по соседству водных растений — камыша, ситника, тростника, рогоза, осоки, вейника, лотоса, кувшинок и т. п. Строительством занимаются оба, самец и самка, однако в отличие от лысух у камышниц имеется разделение обязанностей — основанием занимается самец, а выстиланием лотка самка. Также в одном из американских исследований было отмечено, что самец гораздо больше самки занимается сбором строительного материала. В целом гнездо представляет собой хорошо утрамбованную постройку высотой около 15 см и диаметром 21—25 см, с хорошо выраженным, гладким и глубоким лотком.

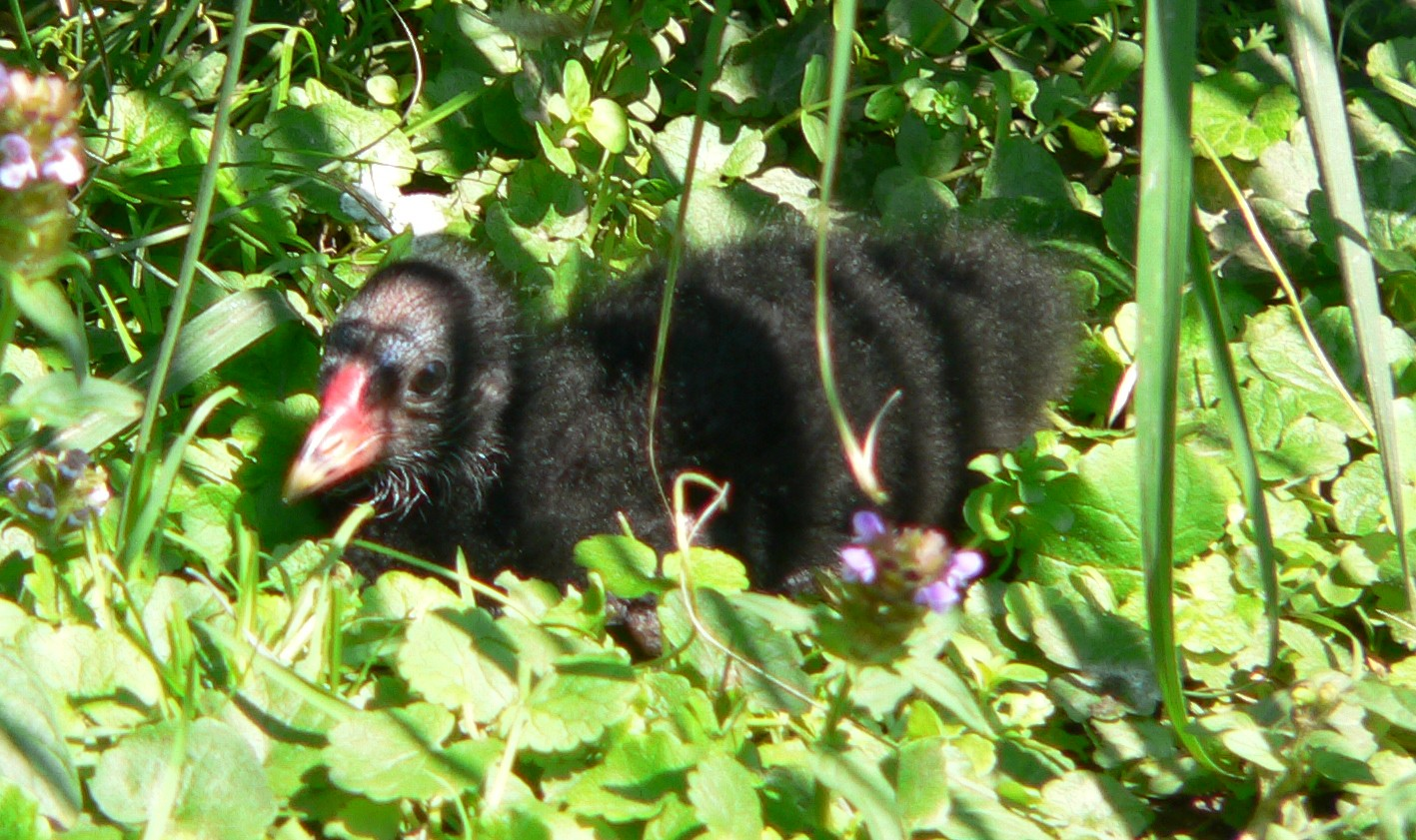
Пуховой птенец

За сезон обычно бывает две кладки яиц — в России первая кладка обычно приходится на конец апреля - май, а вторая на июнь-июль. Каждая кладка состоит из 3—15 (обычно 5—9) яиц, которые откладываются поочерёдно с интервалом в 24 часа. Большое количество яиц в кладке может свидетельствовать о внутригнездовом паразитизме. Яйца размером 38—50×23—34 мм, со светло-палевым, ржаво-глинистым или охристым фоном, мелким поверхностным бурым краплением и крупными фиолетово-серыми пятнами. В случае, если первая кладка по какой-либо причине утрачена, самка способна отложить яйца повторно. Инкубационный период составляет 17—22 дней; насиживают кладку оба родителя, однако самка проводит в гнезде гораздо больше времени. Вылупившиеся птенцы покрыты длинным чёрным пухом с оливково-зелёным отливом. На голове пух серебристого цвета и очень редкий. Птенцы очень быстро начинают плавать, при необходимости нырять и перебираться по веткам деревьев, однако в первые полторы-две недели неспособны самостоятельно добывать корм и поддерживать постоянную температуру тела — в этом им помогают родители. На крыло птенцы становятся в возрасте 42—70 дней, однако ещё задолго до этого срока они становятся полностью самостоятельными в то время, когда родители заняты второй кладкой. По некоторым данным, птенцы первого выводка участвуют в насиживании повторной кладки и впоследствии помогают кормить младших птенцов. Половая зрелость молодых птиц наступает на следующий год.

## Социальное поведение
Камышницы избегают сообщества других птиц, в том числе и того же вида. Лишь во время зимней миграции они могут временно скапливаться в одном месте до 20 (редко до 50) пар, но даже и в этом случае сохраняют между собой дистанцию 1—5 м. В остальное время встречаются парами или в одиночку, тщательно охраняют кормовую и гнездовую территорию. В случае, если на границе территории появляется пришелец, издают характерные резкие односложные крики «киррк» либо негромкие «цик-цик», а также направляются по направлению к гостю. Если возникает конфликт между соседними парами или с другими птицами, камышницы принимают угрожающую форму, а в случае продолжающейся агрессии вступают в драку. Птица наклоняет низко голову по направлению к противнику, поднимет заднюю часть тела и распускает хвост, а когда конфликт происходит на воде, то кроме того может полностью пригнуться и стремительно поплыть в сторону врага.

## Питание

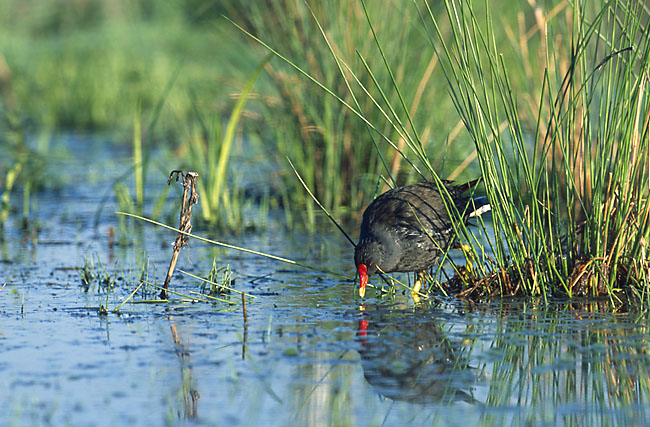
Камышница добывает себе корм на краю водоёма

Рацион камышницы очень разнообразен и включает в себя как животную, так и растительную пищу. В поисках пищи она бродит по мелководью, переворачивая листья плавающих растений наподобие кувшинок или ряски, или плавает по пруду, иногда погружая голову в воду. На глубине изредка ныряет, однако под водой в горизонтальном направлении почти не плавает. На суше склёвывает семена прибрежных трав или ягоды деревьев и кустарников. Также ловит низко летящих насекомых. Питается молодыми побегами водных или околоводных травянистых растений (камыш, тростник, осока, кувшинковые и т. п.), водорослями, злаками, листьями и ягодами полукустарников (рябина, облепиха, шиповник, пирус и пр.), беспозвоночными животными (насекомые и их личинки, паукообразные, двустворчатые и брюхоногие моллюски, дождевые черви) и земноводными (головастики).

## Хищники
В Европе наиболее опасными хищниками для камышниц считаются обыкновенные канюки, чёрные и серые вороны, сороки, серые цапли, болотные луни, филины, американские норки, лисицы. Кроме того, в ряде регионов мира лимитирующими факторами для птиц могут быть крысы, кошки, собаки и мангусты.

## Охота на камышницу
Камышницы не имеют промыслового значения, но тем не менее являются объектом спортивной и любительской охоты, относятся к болотно-луговой дичи. В России охота на них открывается только в летне-осенний период (август—ноябрь). Из-за скрытного образа жизни и относительно невысокой численности их, как и других пастушковых птиц, чаще всего стреляют попутно, обычно при охоте на уток. Наиболее эффективна охота на камышниц из скрадка во время утренних и вечерних перелётов, предпочтительный номер используемой дроби — № 7. В соответствии со Ст.333.3 Налогового кодекса РФ, добыча камышницы производится на основании именных разовых лицензий, ставка сбора составляет 20 рублей за одно животное.

## Подвиды
Выделяют пять подвидов:
| Подвид                                 | Распространение |
| -------------------------------------- | --- |
| G. c. chloropus (Linnaeus, 1758)       | Европа, Северная Африка, Канарские, Азорские острова, Острова Зелёного мыса, Азия (Западная Сибирь, Дальний Восток, Сахалин и Курильские острова, Япония, Юго-Восточная Азия вплоть до Малайзии, Шри-Ланка) |
| G. c. orientalis (Horsfield, 1821)     | Сейшельские, Андаманские острова, Южная Малайзия, Индонезия, Филиппины, Палау |
| G. c. meridionalis (C. L. Brehm, 1831) | Африка к югу от Сахары, Остров Святой Елены |
| G. c. pyrrhorrhoa (A. Newton, 1861)    | Острова Мадагаскар, Реюньон, Маврикий; Коморские острова |
| G. c. guami (Hartert, 1917)            | Эндемик Северных Марианских островов |

Многие подвиды, ранее относящиеся к этому виду, были выделены в вид G. galeata (Lichtenstein, 1818)
| Подвид                                                   | Распространение                                                                                                  |
| -------------------------------------------------------- | --- |
| G. c. galeata (Lichtenstein, 1818)                       | Тринидад, Гайана, Бразилия к югу от штата Амазонас, Северная Аргентина, Уругвай                                  |
| G. c. garmani (Allen, 1876)                              | Анды (Перу и северо-запад Аргентины)                                                                             |
| G. c. sandvicensis (Streets, 1877) — Гавайская камышница | Эндемик Гавайских островов                                                                                       |
| G. c. cerceris (Bangs, 1910)                             | Антильские острова (за исключением островов Тринидад и Барбадос)                                                 |
| G. c. cachinnans (Bangs, 1915)                           | Северная Америка к югу от Юго-Восточной Канады и к северу от Западной Панамы, Бермудские и Галапагосские острова |
| G. c. pauxilla (Bangs, 1915)                             | Америка от Восточной Панамы на севере до Северо-Западного Перу на юге                                            |
| G. c. barbadensis (Bond, 1954)                           | Эндемик Барбадоса                                                                                                |

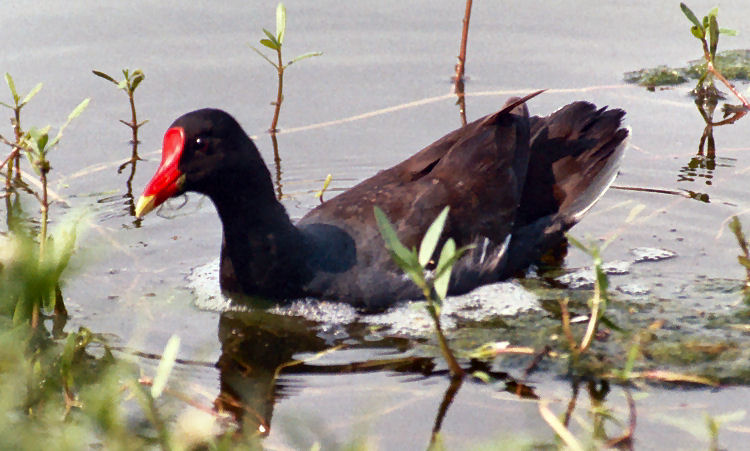
На воде
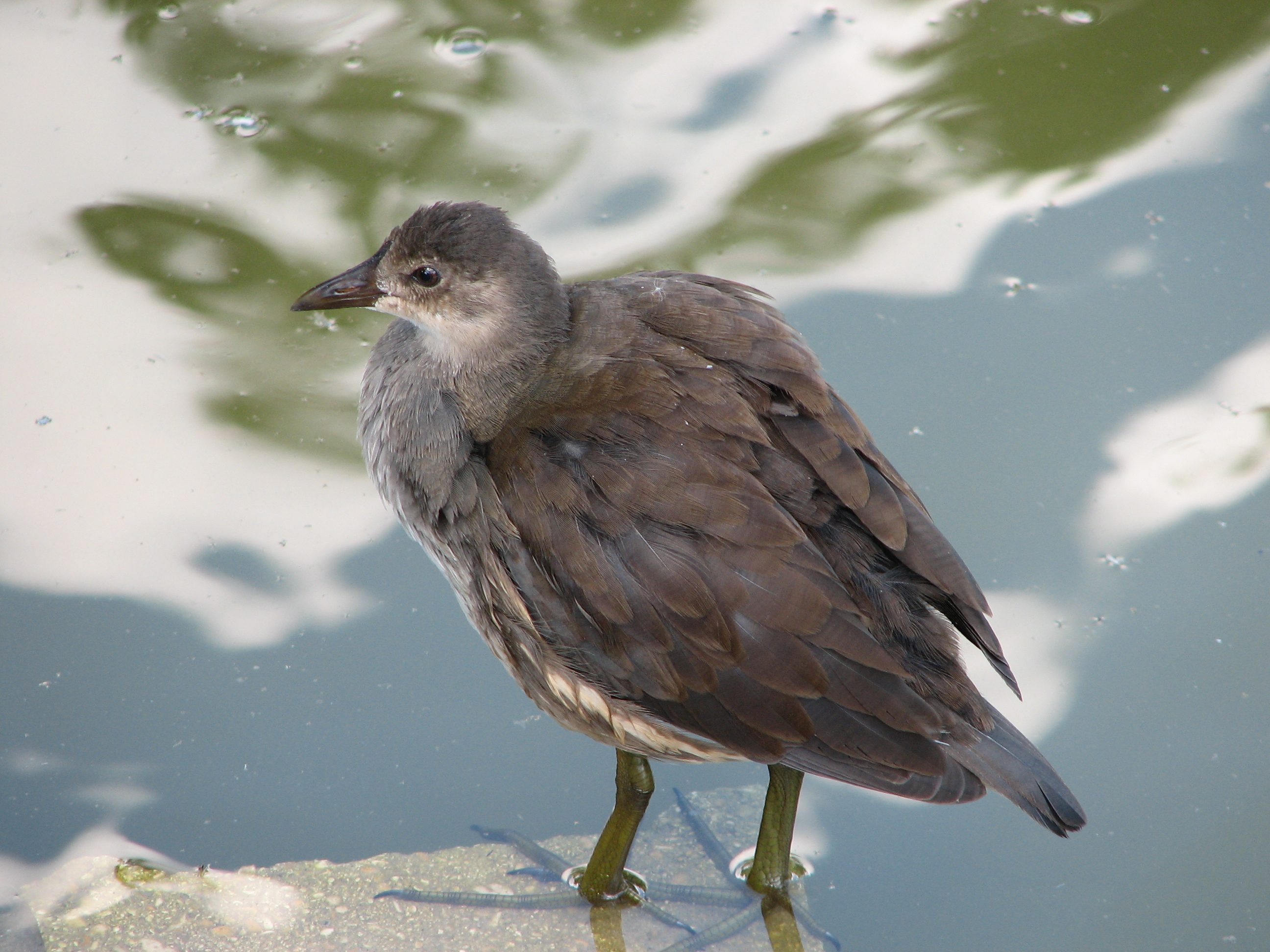
Молодая птица
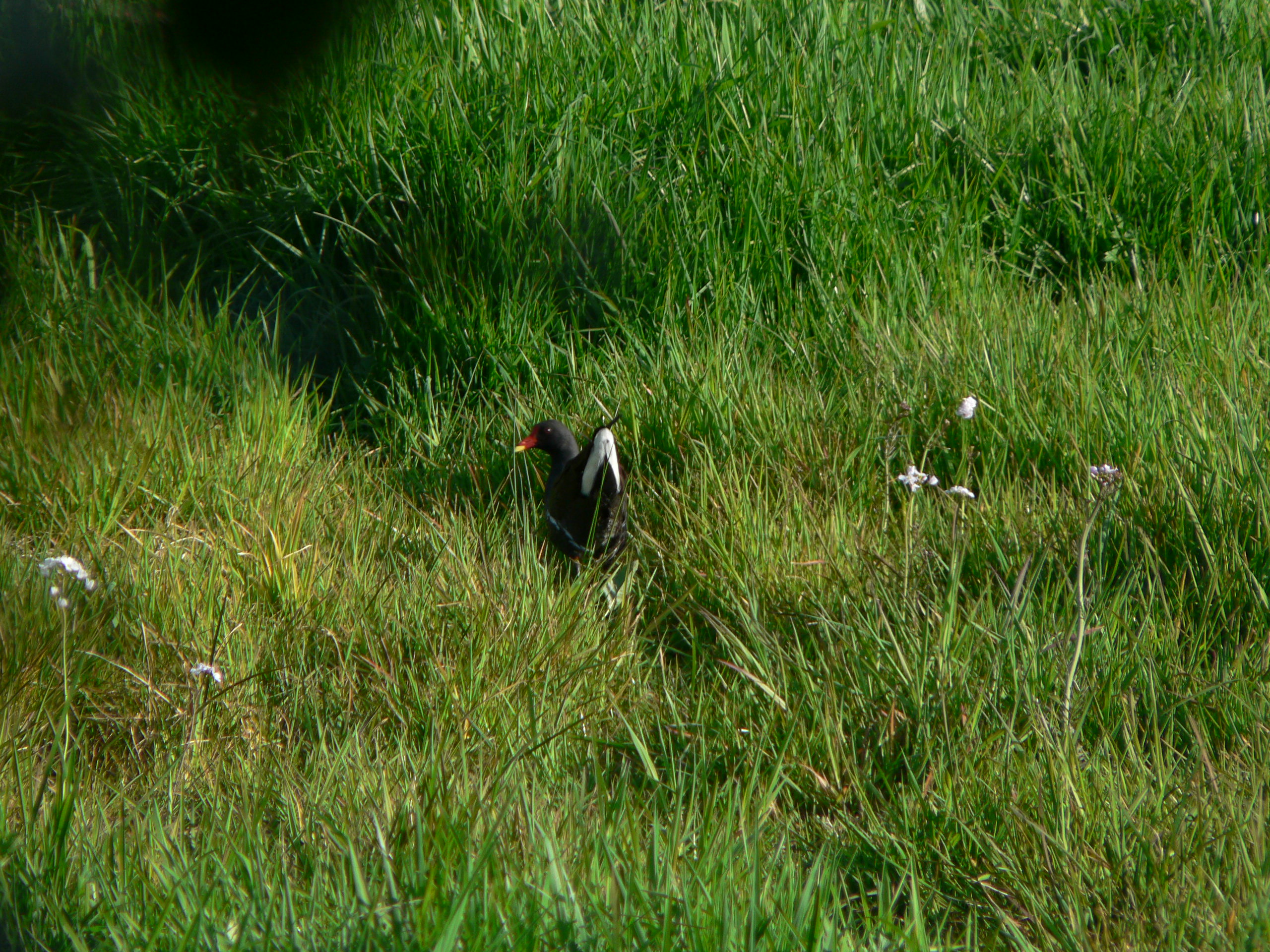
В зарослях прибрежных трав
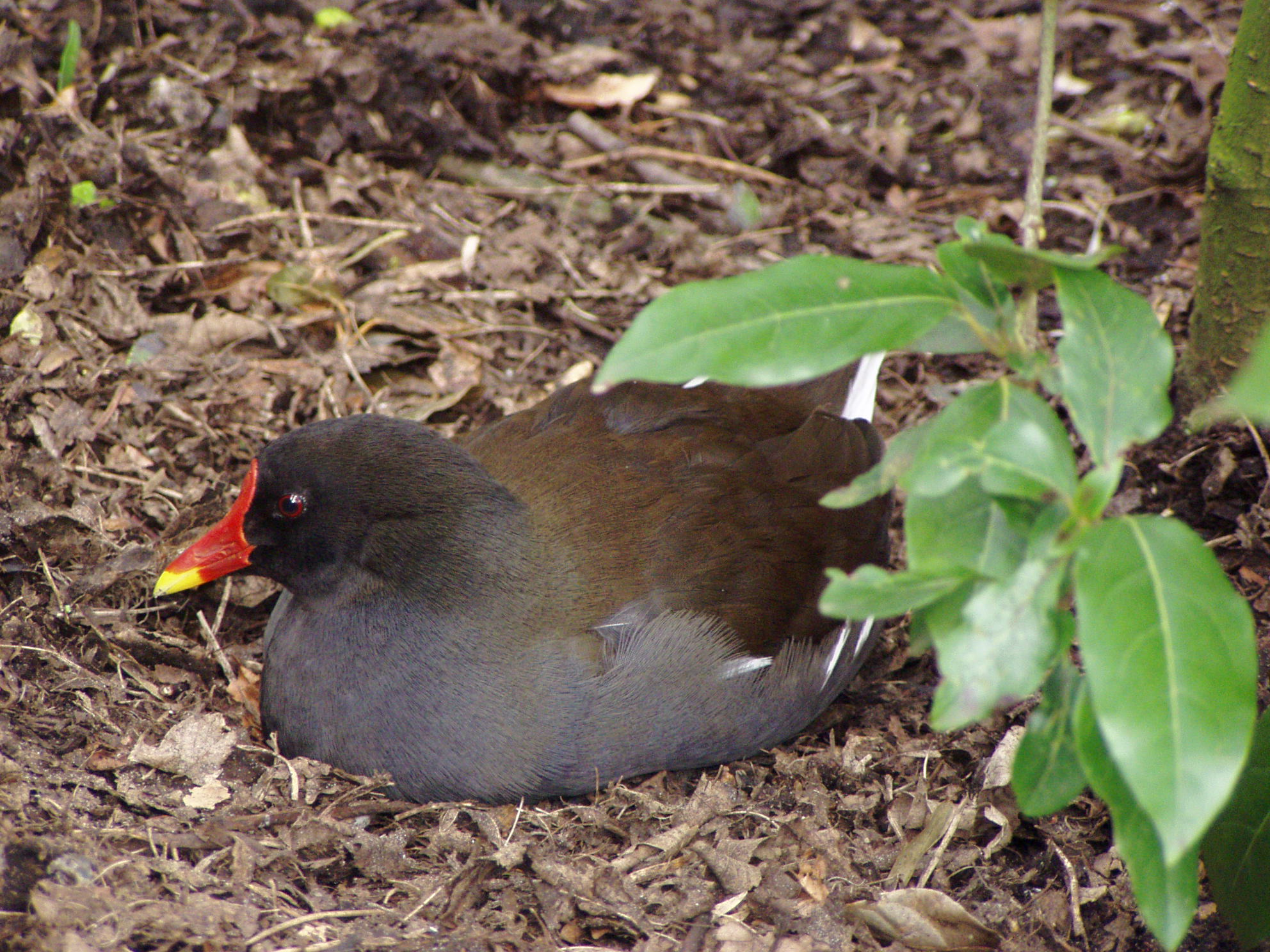
Наседка
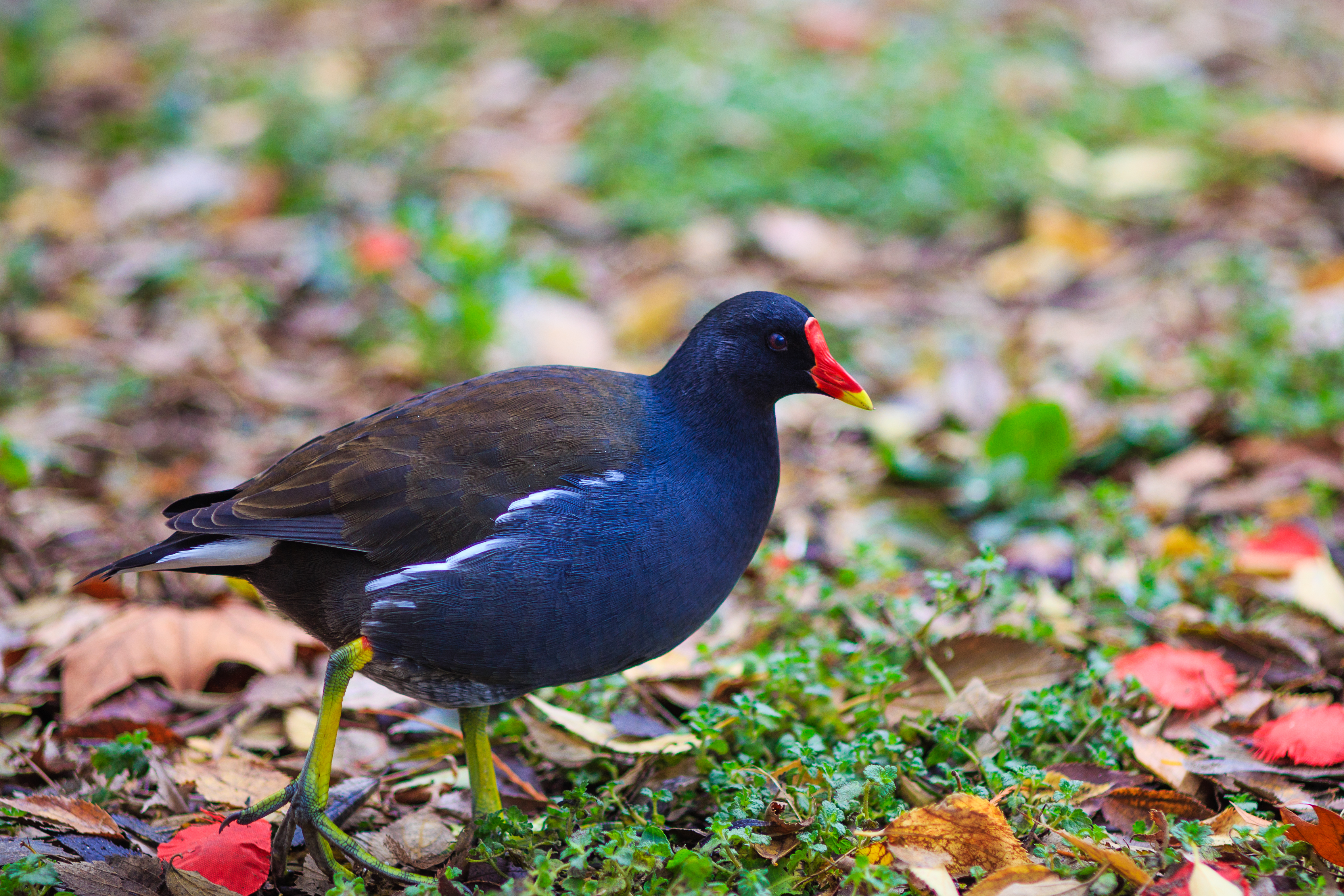
С синеватым оперением